# Tufão Hagibis (2007)
O tufão Hagibis (designação internacional: 0724; designação do JTWC: 23W; designação filipina: Lando) foi o vigésimo quarto ciclone tropical, o vigésimo quarto sistema nomeado e o décimo quarto tufão da temporada de tufões no Pacífico de 2007. Ao longo de seu caminho, Hagibis afetou as Filipinas e suas bandas externas de tempestades atingiram a costa do Vietname.

## História meteorológica

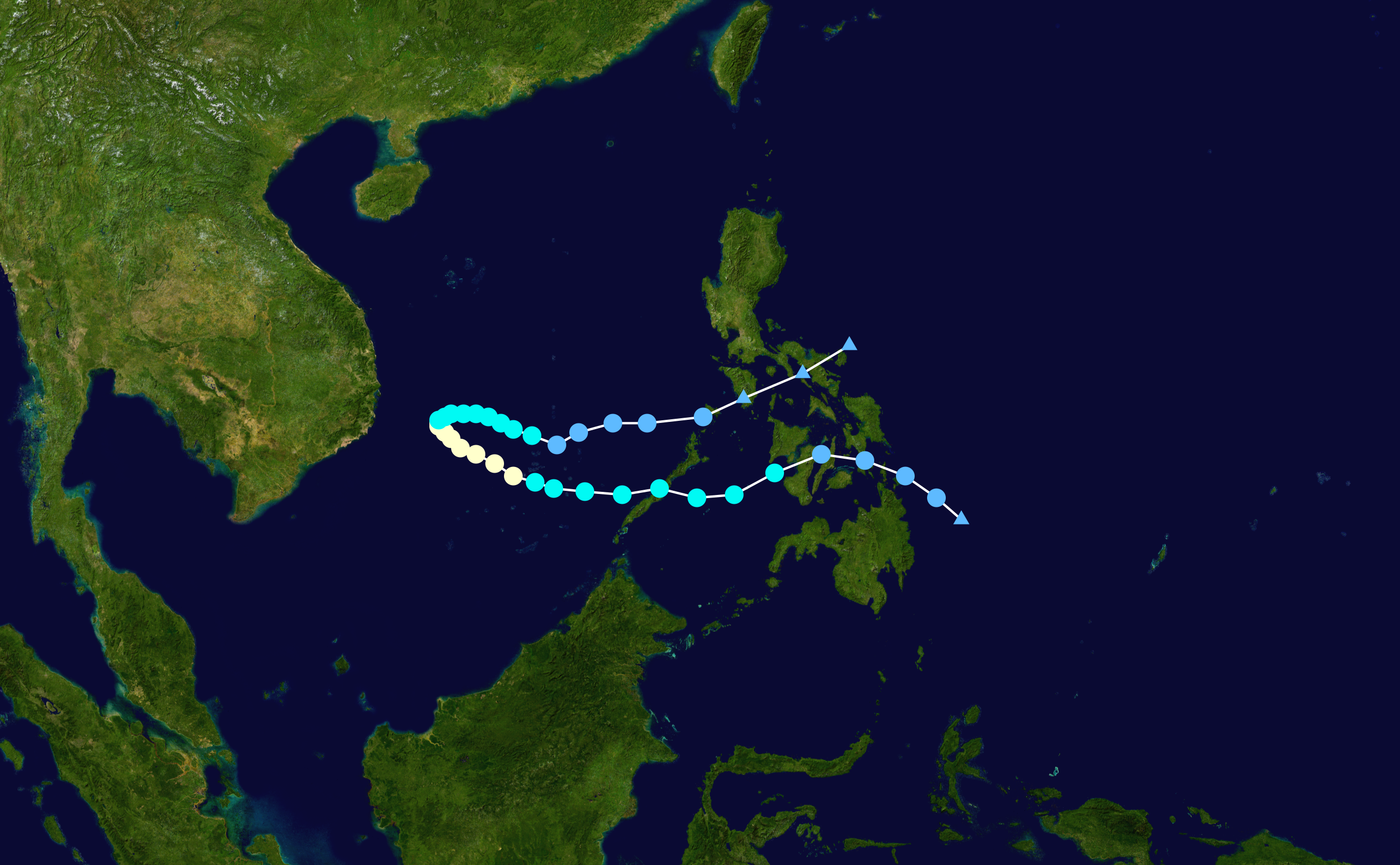
O caminho de Hagibis

Em 18 de Novembro, o Joint Typhoon Warning Center (JTWC) emitiu um alerta de formação de ciclone tropical sobre uma perturbação tropical a leste das Filipinas. No final daquele dia, a perturbação foi classificada como a depressão tropical 23W pelo JTWC. Na madrugada de 19 de Novembro, a Administração de Serviços Atmosféricos, Geofísicos e Astronômicos das Filipinas (PAGASA) também classificou a perturbação como uma depressão tropical, dando o nome de "Lando" para o sistema. Poucas horas depois, a agência filipina classificou a depressão como tempestade tropical. Naquele dia, o JTWC também classificou a depressão como tempestade tropical logo depois de cruzar as ilhas ao sul das Filipinas. A Agência Meteorológica do Japão (AMJ) também fez o mesmo e nomeou o sistema de "Hagibis". O nome Hagibis foi dado pelas Filipinas e significa "rápido" num idioma local. No começo da madrugada de 21 de Novembro, a tempestade se fortaleceu para uma tempestade tropical severa. No final daquela tarde, o JTWC classificou Hagibis como um tufão. Pouco depois, a AMJ fez o mesmo. Hagibis deslocava-se para oeste, em direção à costa do Vietname. Mas no começo da madrugada de 22 de Novembro, Hagibis parou de seguir para oeste, a poucos quilômetros da costa do Vietname, e começou a serpentear sem rumo, assim que, ao mesmo tempo, começou a se enfraquecer. Em 24 de Novembro, uma crista equatorial formou-se ao sul das Filipinas. Esta crista fez que Hagibis começasse a se deslocar para leste, rumando novamente para o arquipélago. Hagibis continuou a se enfraquecer, devido aos ventos de cisalhamento gerados pelo Tufão Mitag, que estava próximo ao sistema. O JTWC emitiu seu último aviso sobre o sistema antes que Hagibis atingisse as Filipinas. Porém, a AMJ não considerou seu enfraquecimento e emitiu seu último aviso em 28 de Novembro, já depois que o sistema tinha atingido as Filipinas.
Em análises pós-tempestade, o JTWC diminuiu o pico de intensidade para ventos máximos sustentados de 150 km/h. Sendo assim, Hagibis foi classificado de categoria 2 para categoria 1 na escala de furacões de Saffir-Simpson.

## Preparativos e impactos

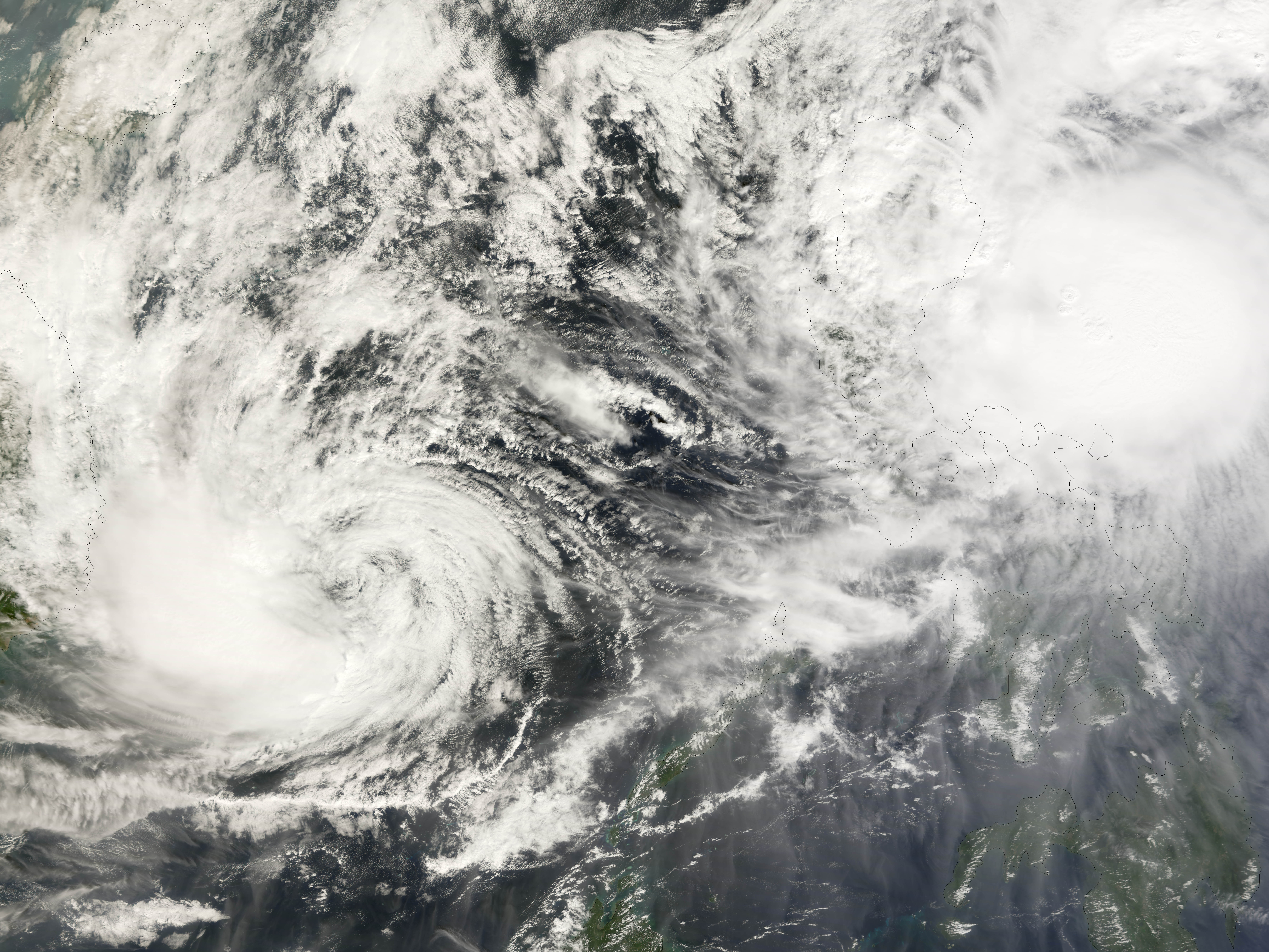
Dois tufões próximos um do outro: O tufão Hagibis à esquerda e o tufão Mitag à direita

Na madrugada de 19 de Novembro, Hagibis atingiu as ilhas meridionais das Filipinas, mais precisamente as regiões de Davao, Mindanao e Visayas. As chuvas fortes causaram deslizamentos de terra que mataram pelo menos 9 pessoas. Hagibis afetou mais de 16.000 pessoas nestas regiões, sendo que 12.000 destas ficaram desabrigadas. Muitas regiões ficaram sem eletricidade. 4 vôos domésticos com destinos para estas áreas foram cancelados. A depressão se fortaleceu para tempestade tropical Hagibis assim que se aproximava de Palawam, a oeste das Filipinas. O centro de Hagibis passou a menos de 30 km na principal cidade da ilha, Puerto Princesa. As ondas fortes causadas pela tempestade viraram um bote chinês; 12 pessoas ficaram desaparecidas. Assim que Hagibis seguia para oeste, o governo do Vietnam retirou mais de 200.000 pessoas de áreas de risco. O país já vinha sofrendo duramente com enchentes e a chegada do tufão apenas pioraria a situação. Mas inesperadamente, Hagibis mudou a sua direção e voltou a ameaçar das Filipinas. Em 28 de Setembro, Hagibis atingiu novamente o país, mais precisamente na região central. Porém, não houve danos nem casualidades, pois Hagibis chegou na região bem enfraquecido.